# Seo Yi-ra
Seo Yi-ra (kor. 서이라; ur. 31 października 1992 w Seulu) – południowokoreański łyżwiarz szybki specjalizujący się w short tracku, brązowy medalista igrzysk olimpijskich, multimedalista mistrzostw świata.
Wziął udział w igrzyskach olimpijskich w Pjongczangu w 2018 roku. Wystartował w dwóch konkurencjach – zdobył brązowy medal olimpijski w biegu na 1000 m, poza tym zajął czwarte miejsce w sztafecie, dziewiąte w biegu na 1500 m i czternaste w biegu na 500 m.
W latach 2016–2018 zdobył siedem medali mistrzostw świata (trzy złote, jeden srebrny i trzy brązowe), w 2017 roku trzy medale zimowych igrzysk azjatyckich (jeden złoty i dwa srebrne), w 2015 roku dwa medale zimowej uniwersjady (złoty i srebrny), a w 2011 roku cztery medale mistrzostw świata juniorów (trzy złote i jeden srebrny).